# La Mécanique de l'ombre
Pour plus de détails, voir Fiche technique et Distribution.
La Mécanique de l'ombre est un film d'espionnage franco-belge réalisé par Thomas Kruithof, sorti en 2016.

## Synopsis
Deux ans après avoir subi un syndrome d'épuisement professionnel, Duval (François Cluzet) est toujours au chômage. Contacté par Clément (Denis Podalydès), homme d'affaires énigmatique, il se voit proposer un travail simple et bien rémunéré : retranscrire des écoutes téléphoniques. Aux abois financièrement, Duval accepte sans s'interroger sur la finalité de l'organisation qui l'emploie.
Précipité au cœur d'un complot politique, il doit affronter la mécanique brutale du monde souterrain des services secrets.

## Fiche technique
- Titre : La Mécanique de l'ombre
- Réalisation : Thomas Kruithof
- Scénario : Yann Gozlan et Thomas Kruithof
- Musique : Grégoire Auger
- Montage : Jean-Baptiste Beaudoin
- Photographie : Alexandre Lamarque
- Décors : Thierry François
- Costumes : Christophe Pidré
- Producteurs : Matthias Weber et Thibault Gast
  - Coproducteur : Geneviève Lemal
  - Producteur associé : Arlette Zylbergberg
- Production : 24 25 Films
  - Coproduction : Scope Pictures
  - Association : SofiTVciné 3
- Distribution : Océan Films
- Pays d'origine :  France et  Belgique
- Budget : 5.15M€[1]
- Durée : 93 minutes
- Genre : thriller
- Format : couleur
- Dates de sortie : 
  - France : 
    - 25 août 2016 (Festival du film francophone d'Angoulême)
    - 11 janvier 2017 (sortie nationale)

  - DVD et VOD : 17 mai 2017
- Box-office France : 210 007 entrées

## Distribution
- François Cluzet : Duval
- Denis Podalydès : Clément
- Sami Bouajila : Commandant Labarthe
- Simon Abkarian : Gerfaut
- Alba Rohrwacher : Sara
- Philippe Résimont : Nicolas De Grugy
- Daniel Hanssens : Albert, le responsable des alcooliques anonymes
- Bruno Georis : le bras droit de Labarthe
- Alexia Depicker : la directrice des ressources humaines
- Vincent Pannetier : l'agent de la direction générale de la Sécurité intérieure
- Stefan Cuvelier : le patron du bar